# HOPE-X
HOPE est un projet japonais d'avion spatial expérimental conçu dans le cadre d'un partenariat entre la NASDA et le NAL (qui font tous deux maintenant partie de la JAXA). Le projet, lancé dans les années 1980, a été considéré durant une grande partie de son existence, comme une des deux principales contributions japonaise à la station spatiale internationale, l'autre étant le Japanese Experiment Module. Il a été finalement annulé en 2003 après des vols d'essai réussis d'une maquette à échelle réduite.

## Historique
Le projet HOPE initial prévoyait la construction d'un prototype orbital plus petit connu sous le nom HOPE-X, pour H-2 Orbiting Plane, Experimental. Celui-ci serait utilisé pour les essais en vol et la validation des systèmes, avant de passer au plus grand HOPE, qui réutiliserait plusieurs parties et la conception générale dans une configuration pour 4 hommes, soit un appareil de 22 tonnes. Comme son nom l'indique, les deux seraient lancés avec le nouveau lanceur japonais H-II, le HOPE nécessitant d'importantes améliorations dans la performance. À l'époque, le Japon était une puissance industrielle montante, et son programme spatial allait de succès en succès. Il y avait peu de doute que HOPE serait couronné de succès.
Dans l'ensemble du programme spatial japonais, les essais des technologies qui auraient été utilisées sur HOPE et d'autres projets étaient bien avancés. En février 1994, le premier vol d'essai de la nouvelle fusée H-II permit de lancer le véhicule de rentrée balistique OREX, qui a testé différents systèmes de communications, de profils de chauffage et des composants de protection thermique. Un autre projet, HYFLEX, suivit en février 1996. HYFLEX était destiné à tester les tuiles de protection thermique en composite carbone/carbone qui devaient être utilisées sur HOPE, et avait ainsi la même forme que celui-ci afin de recueillir des données sur la sustentation hypersonique. HYFLEX a réussi, mais a coulé dans le Pacifique après l'amerrissage avant qu'il ne puisse être récupéré. En 1996, le projet ALFLEX (en) a consisté à effectuer 13 largages atmosphériques depuis un hélicoptère de modèles destinés à acquérir les technologies d'atterrissage automatique.

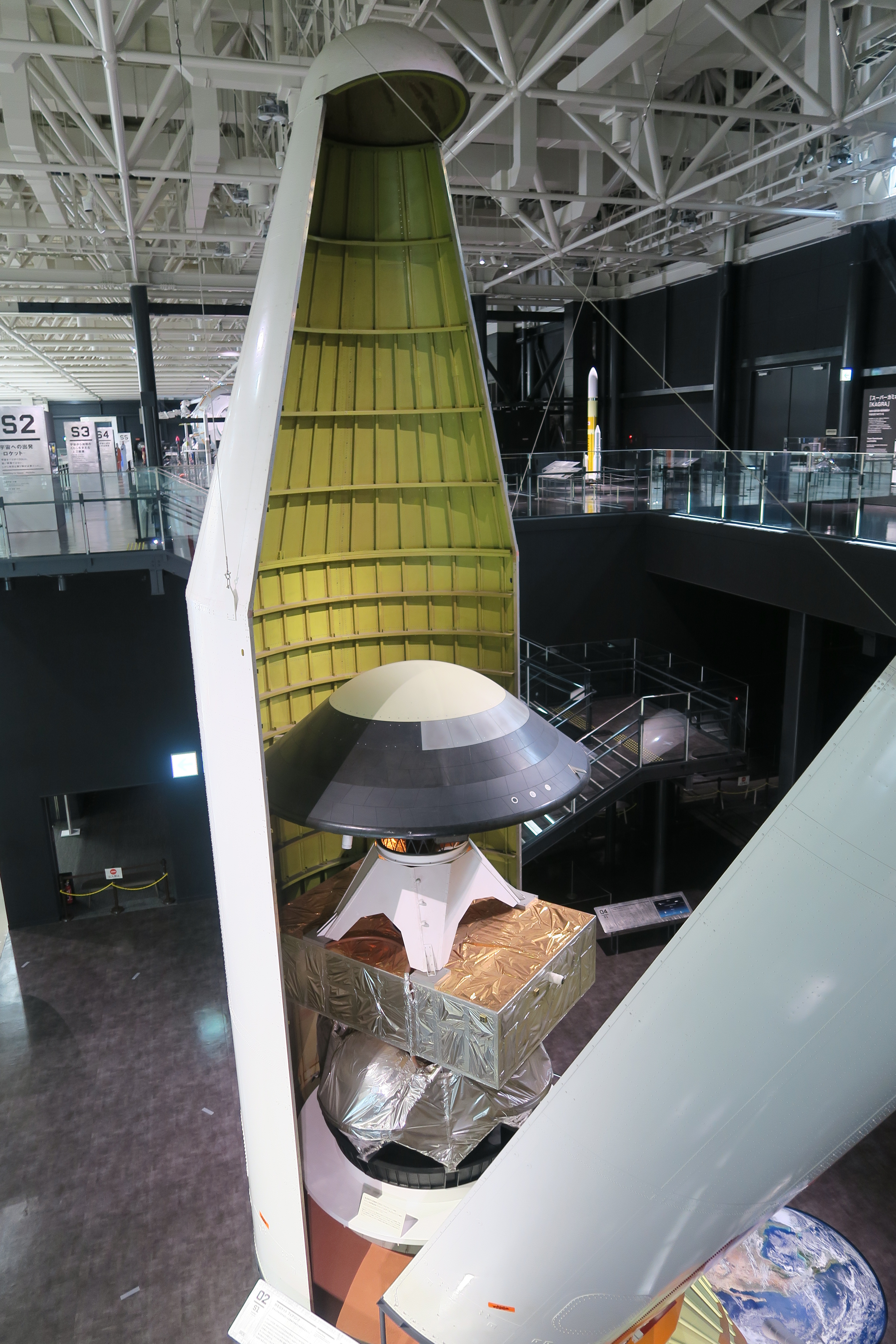
Maquette d'OREX encapsulée dans une coiffe.
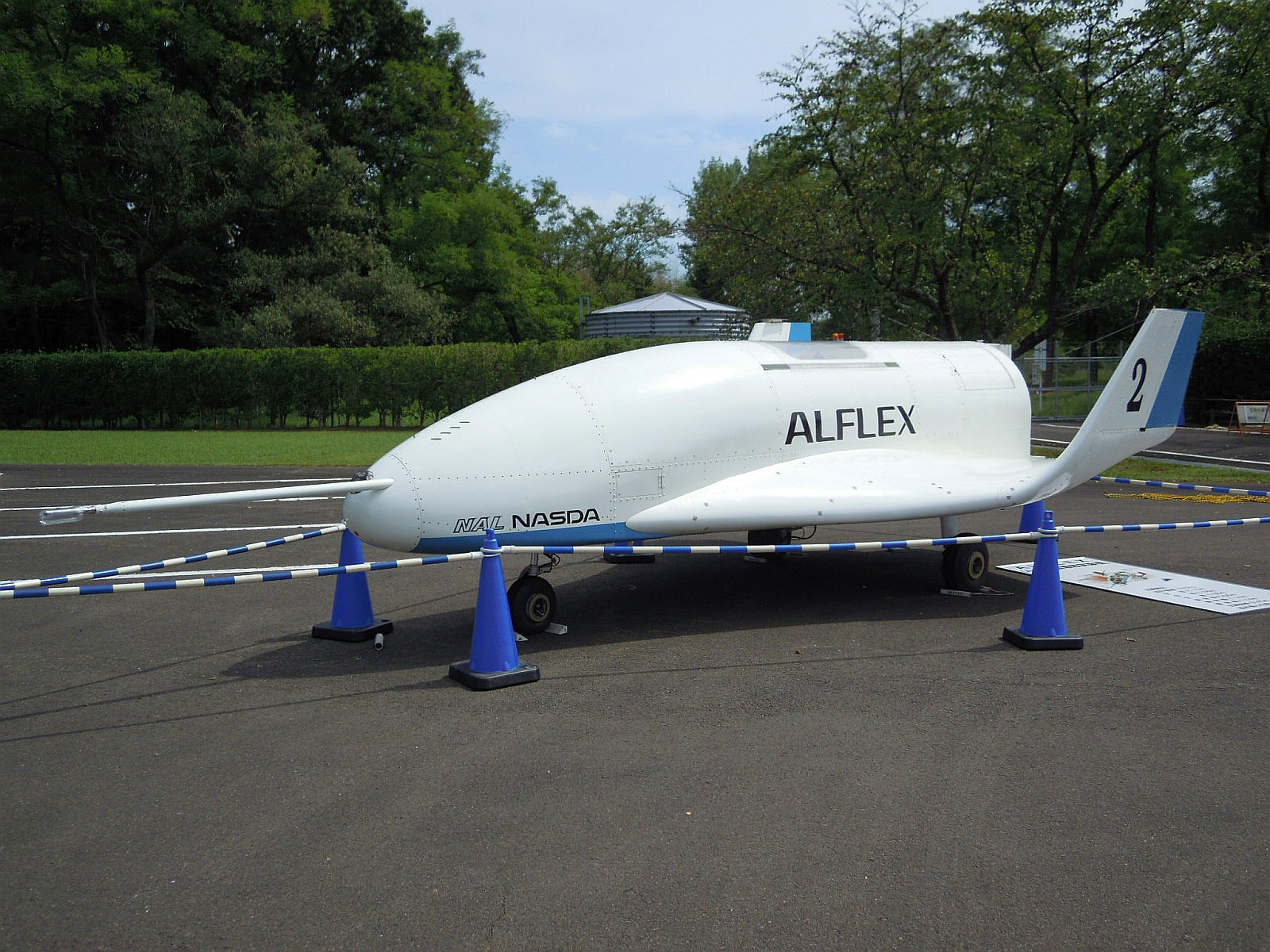
ALFLEX

En 1997, pendant l'étude, il a été décidé que HOPE-X devrait être modifié en un vaisseau cargo inhabité avec l'ajout de systèmes d'approche et d'amarrage automatiques, et une soute avec des portes semblables à celle sur la navette spatiale américaine. On pensait obtenir un système d'approvisionnement pour la station spatiale internationale, qui souffrait de retards constants en raison de problèmes avec le programme de la navette spatiale. Il a été estimé qu'une telle conversion pouvait être effectuée avec un supplément de 292 millions de dollars, moins coûteux que la conception d'un nouveau vaisseau cargo balistique pour le lanceur H-II, et beaucoup moins coûteux que les estimations de 2,9 milliards de dollars nécessaires pour compléter le HOPE complet. Même les petits HOPE-X lancés avec des fusées H-IIA non modifiées livreraient 3 tonnes de charge utile à la station spatiale internationale, soit environ la même capacité que le vaisseau Progress, soit 2 500 kg. HOPE-X mesurait environ 15,2 mètres de longueur avec 9,7 mètres d'envergure, et ressemblait un peu au X-20 Dyna-Soar américain ou à la navette Hermès européenne.
En 1998, le lanceur H-II a souffert d'une série d'échecs. Une réévaluation du programme spatial tout entier suivit et les contraintes budgétaires ont forcé une réduction, dans le financement global, de 690 millions des 4,22 milliards de dollars pour la période de dépenses sur cinq ans entre 1998 et 2002. Cela entraînerait un retard dans le calendrier de HOPE-X, avec son premier vol prévu en 2003. À cette époque, la NASDA n'avait dépensé que 305 millions de dollars depuis que le projet avait été approuvé en 1988, reflétant l'état d'un projet de recherche. L'année suivante, le projet H-II a été purement et simplement annulé, remplacé par le lanceur H-IIA simplifié et plus léger. Hughes Aircraft s'est retiré du projet H-IIA à cette époque, après avoir d'abord acheté dix lancements, ce qui a été considéré un succès international majeur pour la NASDA.
HOPE a continué à persévérer. En 2000, un accord a été signé pour faire atterrir le véhicule, à son retour, sur la piste d'atterrissage d'Aeon à l'île Christmas. Les travaux se poursuivent sur le développement d'un avion spatial, toutefois, sous le projet High Speed Flight Demonstration] (HSFD), consistant en des modèles réduits à 25% de HOPE-X pour tester les technologies de navigation et les caractéristiques de vol. Alors que l'échéance de 2003 approchait, un certain nombre de débats ont éclaté sur le profil du lanceur, de nombreuses personnes affirmant que le H-IIA devrait être remplacé par un avion-cargo à réaction pour un lancement aéroporté. Le premier vol a été repoussé à 2004. Avant que cette étape soit franchie, une réorganisation majeure de la NASDA a eu lieu afin de répondre à ses sur-engagements évidents révélés lors de Décennie perdue, surtout qu'il y avait maintenant eu des demandes pour un programme d'urgence afin de développer des satellites-espions du programme Information Gathering Satellite afin de suivre les efforts nucléaires de la Corée du Nord. La JAXA a été formée en fusionnant la NASDA et le NAL, et HOPE a été annulé au cours de ce processus.